# Leptogorgia fuscopunctata
Leptogorgia fuscopunctata is een zachte koraalsoort uit de familie Gorgoniidae. De koraalsoort komt uit het geslacht Leptogorgia. Leptogorgia fuscopunctata werd in 1886 voor het eerst wetenschappelijk beschreven door Koch. 